# جائحة فيروس كورونا في القارة القطبية الجنوبية
القارة القطبية الجنوبية هي القارة الوحيدة التي لم تشهد حالات مؤكدة لمرض فيروس كورونا لعام 2019 وسط وباء فايروس كورونا 2019_20.
ومع ذلك، فإن جميع المطالبين بمناطق القارة القطبيه الجنوبيه (الأرجنتين وأستراليا وشيلي وفرنسا ونيوزيلندا والنرويج والمملكة المتحدة) لديهم حالات COVID-19 ضمن الأجزاء غير القطبية الجنوبية من بلدانهم

## خلفية
في 12 يناير 2020، أكدت منظمة الصحة العالمية عن ظهور فيروس كورونا المستجد كسبب للمرض التنفسي الذي أصاب مجموعة من الأشخاص في مدينة ووهان، مقاطعة خوبي، الصين، إذ أُبلغ عنهم إلى منظمة الصحة العالمية في 31 ديسمبر 2019. كانت نسبة الوفيات بين الحالات المُشخصة بكوفيد-19 أقل بكثير من جائحة فيروس سارس في عام 2003، لكن انتقال العدوى كان أكبر، والوفيات أيضًا.
القارة القطبيه الجنوبيه
يجب على الأشخاص القادمين إلى محطات أبحاث القارة القطبيه الجنوبيه الخضوع للعزل وفحص  (1)COVID-19, محطات البحث في القارة القطبية الجنوبية في أستراليا وألمانيا لديها أجهزة تنفس، ومن غير المؤكد ما إذا كانت محطات الأبحاث في الولايات المتحدة وبريطانيا لديها. نفذ المسح البريطاني للقارة القطبية الجنوبية تدابير وقائية.
تسبب تأثير وباء فيروس كورونا على السفر في حدوث مضاعفات لإخلاء سكان مسح القطب الجنوبي البريطاني من القارة.
في أبريل 2020 ، كان لدى سفينة سياحية متجهة إلى القارة القطبيه الجنوبيه ما يقرب من ستين بالمائة من ركابها كانوا إيجابيين لCOVID-19 
تحتوي القواعد في القارة القطبيه الجنوبيه الآن على أطقم هيكل عظمي فقط، وكان عدد الزوار محدودًا، وتأثر البحث العلمي.
تم إلغاء العديد من المؤتمرات حول موضوع القارة القطبية الجنوبية التي كان من المخطط لها منتصف عام 2020 بسبب الوباء.